# Championnat d'Italie de rugby à XV 1988-1989
Navigation
Serie A1 1987-1988 Serie A1 1989-1990
Le Championnat d'Italie de rugby à XV 1988-1989 oppose les douze meilleures équipes italiennes de rugby à XV. Le championnat débute en 1988 et se termine le 27 mai 1989. Le tournoi se déroule sous la forme d'un championnat unique en matchs aller-retour. Les 6 premiers de la phase régulière sont qualifiés pour le play-off auquel participent également les 2 premiers de la Série A2, Parma et Amatori Catane.
À noter que l'Amatori Milan est parrainé par Mediolanum, propriété de Silvio Berlusconi.
Benetton Rugby Trévise bat en finale Colli Euganei Rovigo sur le score de 20 à 9 et remporte son 4e titre. Le match s'est déroulé au Stadio Renato Dall'Ara à Bologne devant 18 000 spectateurs.

## Équipes participantes
Les douze équipes sont les suivantes :
| - Amatori Milan Mediolanum - Scavolini L'Aquila - Benetton Rugby Trévise - Serigramma Brescia - Nutrilinea Calvisano - Eurobags Casale | - CUS Roma Unibit - Lyons Bilboa - Casone Noceto - Petrarca Padoue - Colli Euganei Rovigo - San Donà Fracasso |

## Classement de la phase régulière
| Rang | Club                | J  | V  | N | D  | Pm  | Pe  | Diff | Pts |
| ---- | ------------------- | -- | -- | - | -- | --- | --- | ---- | --- |
| 1    | Benetton Trévise    | 22 | 18 | 1 | 3  | 737 | 245 | +492 | 37  |
| 2    | Amatori Rugby Milan | 22 | 18 | 0 | 4  | 568 | 290 | +278 | 36  |
| 3    | Rugby Rovigo (T)    | 22 | 17 | 1 | 4  | 854 | 348 | +506 | 35  |
| 4    | L'Aquila Rugby      | 22 | 15 | 0 | 7  | 565 | 348 | +217 | 30  |
| 5    | San Donà Fracasso   | 22 | 12 | 0 | 10 | 502 | 400 | +102 | 24  |
| 6    | Petrarca Padoue     | 22 | 11 | 0 | 11 | 475 | 308 | +167 | 22  |
| 7    | Rugby Calvisano     | 22 | 10 | 0 | 12 | 385 | 490 | -105 | 20  |
| 8    | CUS Roma Unibit     | 22 | 9  | 1 | 12 | 296 | 505 | -209 | 19  |
| 9    | Rugby Brescia       | 22 | 7  | 1 | 14 | 342 | 493 | -151 | 15  |
| 10   | Casone Noceto       | 22 | 7  | 0 | 15 | 326 | 709 | -383 | 14  |
| 11   | Eurobags Casale     | 22 | 3  | 0 | 19 | 268 | 613 | -345 | 6   |
| 12   | Lyons Bilboa        | 22 | 3  | 0 | 19 | 276 | 845 | -569 | 6   |

|  | Qualifiés pour la phase finale (no 1, no 2, no 3, no 4,no 5, no 6) |
|  | Barrages (no 7, no 8, no 9, no 10)                                 |
|  | Relégués (no 11, no 12)                                            |
|  | T : tenant du titre 1988                                           |

Attribution des points :  victoire : 2, match nul : 1, défaite : 0.

## Phase finale
|  | Quarts de finale       | Quarts de finale     |                        |                | Demi-finales | Demi-finales |  |  | Finale      | Finale      |
|  | Quarts de finale       | Quarts de finale     |                        |                | Demi-finales | Demi-finales |  |  | Finale      | Finale      |
|  |                        |                      |                        |                |              |              |  |  |             |             |
|  | 1989                   | 1989                 |                        |                | 1989         | 1989         |  |  | 27 mai 1989 | 27 mai 1989 |
|  | 1989                   | 1989                 |                        |                | 1989         | 1989         |  |  | 27 mai 1989 | 27 mai 1989 |
|  | Benetton Rugby Trévise | 76 \| 84             |                        |                | 1989         | 1989         |  |  | 27 mai 1989 | 27 mai 1989 |
|  | Benetton Rugby Trévise | 76 \| 84             |                        |                | 1989         | 1989         |  |  | 27 mai 1989 | 27 mai 1989 |
|  | Parma                  | 3 \| 3               |                        |                | 1989         | 1989         |  |  | 27 mai 1989 | 27 mai 1989 |
|  | Parma                  | 3 \| 3               | Benetton Rugby Trévise | 22 \| 13 \| 18 |              |              |  |  | 27 mai 1989 | 27 mai 1989 |
|  | 1989                   |                      | Benetton Rugby Trévise | 22 \| 13 \| 18 |              |              |  |  | 27 mai 1989 | 27 mai 1989 |
|  |                        | Scavolini L'Aquila   | 13 \| 38 \| 9          |                |              |              |  |  | 27 mai 1989 | 27 mai 1989 |
|  | Scavolini L'Aquila     | Scavolini L'Aquila   | 13 \| 38 \| 9          | 35 \| 30       |              |              |  |  | 27 mai 1989 | 27 mai 1989 |
|  | Scavolini L'Aquila     |                      |                        | 35 \| 30       |              |              |  |  | 27 mai 1989 | 27 mai 1989 |
|  | San Donà Fracasso      | 7 \| 15              |                        |                |              |              |  |  | 27 mai 1989 | 27 mai 1989 |
|  | San Donà Fracasso      | 7 \| 15              | Benetton Rugby Trévise | 20             |              |              |  |  |             |             |
|  | 1989                   |                      | Benetton Rugby Trévise | 20             |              |              |  |  |             |             |
|  |                        | Colli Euganei Rovigo | 9                      |                |              |              |  |  |             |             |
|  | Colli Euganei Rovigo   | Colli Euganei Rovigo | 9                      | 31 \| 29       |              |              |  |  |             |             |
|  | Colli Euganei Rovigo   | 1989                 |                        | 31 \| 29       |              |              |  |  |             |             |
|  | Petrarca Padoue        | 0 \| 13              |                        |                |              |              |  |  |             |             |
|  | Petrarca Padoue        | 0 \| 13              | Colli Euganei Rovigo   | 18 \| 14       |              |              |  |  |             |             |
|  | 1989                   |                      | Colli Euganei Rovigo   | 18 \| 14       |              |              |  |  |             |             |
|  |                        | Amatori Milan        | 9 \| 14                |                |              |              |  |  |             |             |
|  | Amatori Milan          | Amatori Milan        | 9 \| 14                | 10 \| 22       |              |              |  |  |             |             |
|  | Amatori Milan          |                      |                        | 10 \| 22       |              |              |  |  |             |             |
|  | Amatori Catane         | 10 \| 10             |                        |                |              |              |  |  |             |             |
|  | Amatori Catane         | 10 \| 10             |                        |                |              |              |  |  |             |             |

## Finale
| 27 mai 1989 | Benetton Rugby Trévise | 20 – 9 | Colli Euganei Rovigo | Stadio Renato Dall'Ara, Bologne 18 000 spectateurs Arbitre : Condorelli |
| 27 mai 1989 |                        |        |                      | Stadio Renato Dall'Ara, Bologne 18 000 spectateurs Arbitre : Condorelli |
| 27 mai 1989 |                        |        |                      | Stadio Renato Dall'Ara, Bologne 18 000 spectateurs Arbitre : Condorelli |

## Barrages promotion - relégation
| 1989 | Calvisano Nutrilinea | 19 – 3 | Mirano Metalplastica | Calvisano |
| 1989 |                      |        |                      | Calvisano |
| 1989 |                      |        |                      | Calvisano |

| 1989 | Mirano Metalplastica | 18 - 3 | Calvisano Nutrilinea | Mirano |
| 1989 |                      |        |                      | Mirano |
| 1989 |                      |        |                      | Mirano |

| 1989 | Calvisano Nutrilinea | 27 – 15 | Mirano Metalplastica | Calvisano |
| 1989 |                      |         |                      | Calvisano |
| 1989 |                      |         |                      | Calvisano |

| 1989 | CUS Roma Unibit | 24 - 3 | Imoco Villorba | Rome |
| 1989 |                 |        |                | Rome |
| 1989 |                 |        |                | Rome |

| 1989 | Imoco Villorba | 9 - 21 | CUS Roma Unibit | Villorba |
| 1989 |                |        |                 | Villorba |
| 1989 |                |        |                 | Villorba |

| 1989 | Serigramma Brescia | 21 – 19 | Imeva Bénévent | Brescia |
| 1989 |                    |         |                | Brescia |
| 1989 |                    |         |                | Brescia |

| 1989 | Imeva Bénévent | 15 - 10 | Serigramma Brescia | Bénévent |
| 1989 |                |         |                    | Bénévent |
| 1989 |                |         |                    | Bénévent |

| 1989 | Serigramma Brescia | 22 – 4 | Imeva Bénévent | Brescia |
| 1989 |                    |        |                | Brescia |
| 1989 |                    |        |                | Brescia |

| 1989 | Livorno Corime | 28 – 16 | Casone Noceto | Livourne |
| 1989 |                |         |               | Livourne |
| 1989 |                |         |               | Livourne |

| 1989 | Casone Noceto | 43 - 13 | Livorno Corime | Noceto |
| 1989 |               |         |                | Noceto |
| 1989 |               |         |                | Noceto |

| 1989 | Livorno Corime | 6 – 3 | Casone Noceto | Livourne |
| 1989 |                |       |               | Livourne |
| 1989 |                |       |               | Livourne |

## Vainqueur
| Entraîneur | Entraîneur             | André Buonomo                                          |
| Avants     | Pilier                 | Giacomin, Perocco, Sabbadin                            |
| Avants     | Talonneur              | Parpinel, Zavan                                        |
| Avants     | Deuxième ligne         | Cristofoletto                                          |
| Avants     | Troisième ligne aile   | Colusso                                                |
| Avants     | Troisième ligne centre |                                                        |
| Arrières   | Demi de mêlée          | Cescon, A. Pesce                                       |
| Arrières   | Demi d'ouverture       | Giuliato                                               |
| Arrières   | Centre                 | G. Piazza                                              |
| Arrières   | Ailier                 | Casellato, Caverzan, J. Kirwan, V. Pesce, Russo, Zorzi |
| Arrières   | Arrière                |                                                        |